# Thin client

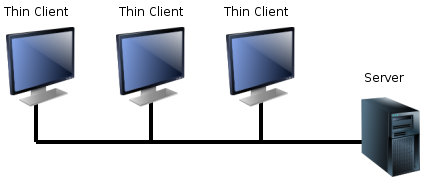
Esempio di thin client connessi al proprio server tramite una rete di computer

In informatica un thin client (letteralmente client sottile) è un computer che opera come client in un sistema client/server, caratterizzato dalla presenza di nessuna o un ristretto numero di applicazioni poiché il suo esercizio dipende strettamente da un server centrale per lo svolgimento della maggior parte delle proprie funzioni. La parola "thin" si riferisce proprio al minimalismo con cui questi client sono concepiti, e al fatto che tali computer vengono solitamente avviati tramite una piccola immagine di boot che contiene poco più del necessario per connettersi a una rete e lanciare un web browser o un desktop remoto come X11, VNC, RDP o Citrix ICA.

## Descrizione

### Adozioni del termine
Il termine thin client è spesso adottato per descrivere software o sistemi operativi che si comportano con una logica analoga ad un computer di tipo thin client: ovvero dipende da un ulteriore software o un server centrale per fruire del pieno svolgimento delle sue funzioni di base.

### Caratteristiche
I computer di questo tipo, non prevedendo un utilizzo indipendente dal proprio server centrale, normalmente non hanno necessità di avere componenti in movimento come lo stesso disco rigido, lettori CD, ventole e sono caratterizzati da un case particolarmente ridotto.